# Гу Хун
Гу Хун (кит. упр. 谷红, род. 6 ноября 1988) — китайская боксёрша. Призёр чемпионатов мира 2016 и 2018 годов. Чемпионка Азии 2015, 2017 и 2019 годах. Член сборной Китая по боксу.

## Карьера
Двукратная победительница национального чемпионата в весовой категории до 69 кг (с 2015 и 2018 гг.).
На чемпионатах Азии завоевала золотые медали (2015 и 2017 годы) в весовой категории до 69 кг.
На чемпионате мира в Казахстане, дошла до финала, в котором уступила хозяйке соревнований Валентине Хальзовой. На этом турнире она завоевала серебряную медаль.
В 2018 году перешла в категорию до 69 кг. На 10-м чемпионате мира по боксу среди женщин в Индии, в финале, 24 ноября 2018 года, китайская спортсменка встретилась с тайваньской атлеткой Чэнь Няньцинь, уступила ей 2:3 и завершила выступление на втором месте, завоевав серебряную медаль.
В 2019 году снова выиграла чемпионат Азии в Бангкоке (Таиланд).